# Symphurus trewavasae
Symphurus trewavasae är en fiskart som beskrevs av Chabanaud, 1948. Symphurus trewavasae ingår i släktet Symphurus och familjen Cynoglossidae. Inga underarter finns listade i Catalogue of Life.